# Lāshekan
Lāshekan (persiska: لاشکن) är en ort i Iran.   Den ligger i provinsen Ilam, i den västra delen av landet, 500 km väster om huvudstaden Teheran. Lāshekan ligger 1 050 meter över havet och antalet invånare är 245.
Terrängen runt Lāshekan är huvudsakligen lite bergig. Lāshekan ligger nere i en dal. Runt Lāshekan är det ganska tätbefolkat, med 149 invånare per kvadratkilometer. Närmaste större samhälle är Īlām, 13,6 km sydost om Lāshekan. Omgivningarna runt Lāshekan är i huvudsak ett öppet busklandskap.